# ابو سنان
ابو سنان شهری فلسطینی در اسرائیل است که در قضا عکا در شمال کشور واقع شده‌است. جمعیت این روستا مختلط می باشد، با جمعیتی حدود ۵۵% مسلمان، حدود ۳۰% دروز، و حدود ۱۵% مسیحی.

## خصوصیات
ابو سنان ۱۲٬۵۹۶ نفر جمعیت دارد.